# Oberschöbling
Oberschöbling ist ein Ortsteil von Königsee im Landkreis Saalfeld-Rudolstadt in Thüringen.

## Lage
Der Ort liegt im Naturpark Thüringer Wald südwestlich des Hauptortes Königsee.

## Geschichte
Unter dem Namen Obim Schobelig wurde das Dorf im Jahre 1416 erstmals erwähnt. Bis 1918 gehörte der Ort zur Oberherrschaft des Fürstentums Schwarzburg-Rudolstadt.

## Sonstiges
- Ortsbürgermeister ist Lars Fiedler[2]
- Die Linien 30 und 31 der Omnibusverkehr Saale-Orla Rudolstadt GmbH stellen den Anschluss an die umliegenden Orte sicher.